# رابرت جیمز بلکهام
رابرت جیمز بلکهام (انگلیسی: Robert J. Blackham; ۱۵ سپتامبر ۱۸۶۸ – ۲۳ ژانویهٔ ۱۹۵۱) فرد نظامی اهل پادشاهی متحد بریتانیای کبیر و ایرلند بود. وی همچنین برندهٔ جوایزی همچون لژیون دونور و صلیب نظامی ۱۹۱۴-۱۹۱۸ (فرانسه) شده‌است.